# Mariakapel (Berkelaar, Pietjesveld)
De Mariakapel is een kapel in Berkelaar in de Nederlandse gemeente Echt-Susteren. De kapel staat aan de splitsing van de Pietjesveld met de Bosserhof en de Liestersteeg op ongeveer een kilometer ten noordoosten van Berkelaar.
Ongeveer 550 meter naar het noordwesten staat de Mollerkapel.
De kapel is gewijd aan de heilige Maria.

## Geschiedenis
De eerdere kapel moest voor wegverbreding wijken en werd daarna herbouwd door leerlingen van een Echtse school.

## Gebouw
De bakstenen kapel is een niskapel opgetrokken op een vierkant plattegrond en wordt gedekt door een gebogen tentdak met dakleer. Op de top van de niskapel staat een smeedijzeren kruis. De kapel heeft twee geledingen, waarbij de onderste iets breder is. In de onderste geleding bevinden zich aan meerdere kanten korfboogvormige nissen. In de bovenste geleding bevindt zich aan de voorzijde een rondboovormige nis die wordt afgesloten met een metalen deurtje met glas. Van binnen is de nis ruw gekalkt. In de nis staat een Mariabeeldje die de gekroonde heilige toont in een wijd gewaad terwijl zij voor zich het gekroonde kindje Jezus vasthoudt.